# Шехрестанек (Альборз)
Шехрестанек (перс. شهرستانک‎) — село на севере Ирана, в остане Альборз. Входит в состав шахрестана Кередж. Является частью дехестана (сельского округа) Асара бахша Асара.

## География
Село находится в северо-восточной части Альборза, в горной местности южной части Эльбурса, в долине реки Шехрестанек, на расстоянии приблизительно 33 километров к северо-востоку от Кереджа, административного центра провинции. Абсолютная высота — 2812 метров над уровнем моря.

## Население
По данным переписи 2006 года население села составляло 1048 человек (564 мужчины и 484 женщины). В Шехрестанеке насчитывалось 317 домохозяйств. Уровень грамотности населения составлял 80,44 %. Уровень грамотности среди мужчин составлял 83,51 %, среди женщин — 76,86 %.